# 新屯川站
新屯川站位于甘肃省永登县，建于1953年。是兰新铁路的一个车站，距离兰州站66公里。距上行车站大路站8km，距下行车站华家山站9公里。该站隶属于兰州铁路局。